# Витале I Микеле
Витале I Микеле (на италиански: Vitale I Michiel или Vitale I Michele) е тридесет и трети дож на Република Венеция от 1096 до 1102 г.
Витале Микеле е представител на една от дванадесетте т.нар. „апостолически“ знатни фамилии във Венеция. Избран е за дож през 1096 г.
Когато папа Урбан II свиква Първия кръстоносен поход, Микеле не дава съгласието си, може би защото не вижда какво би спечелила Венеция от тази авантюра. Но след като рицарят Годфроа дьо Буйон, оглавил похода, отпътува начело на 120 кораба от Пиза, съпътстван от генуезки ескорт, както и от участници от цяла Европа, дожът оценява икономическото значение и важността на този поход не само заради завладяването на нови земи, но и заради търговските привилегии, и през юли 1099 г. нарежда 207 венециански морски съда да се присъединят към военните действия. Командването е поверено на сина мy Джовани Витале и на епископ Енрико Контарини. През декември край остров Родос венецианците настигат пизанските кораби и ги потопяват. През пролетта на 1100 г. венецианският флот се отправя към Светите земи, където междувременно Годфроа дьо Буйон е превзел Йерусалим, но лишен от флотата на Пиза и без поддръжка от другаде, е принуден да започне преговори с Венеция. Така венецианците спечелват важна преднина пред Генуа и нови територии.
Витале Микеле умира през пролетта на 1102 г. и е погребан до жена си в базиликата „Сан Марко“.

## Семейство
Витале Микеле е женен за Феличия Корнаро, която активно участва в политиката и оказва голямо влияние върху решенията на дожа. Негов внук е тридесет и петият дож Доменико Микеле.